# Осиновка (Сітьковське сільське поселення)
Осиновка (рос. Осиновка) — присілок Велізького району Смоленської області Росії. Входить до складу Сітьковського сільського поселення.
Населення — 1 особа (2007 рік). 